# Cantonul Stains
Cantonul Stains este un canton din arondismentul Saint-Denis (Seine-Saint-Denis), departamentul Seine-Saint-Denis, regiunea Île-de-France, Franța.

## Comune
| Comune                | Populație (1999) | Cod poștal | Cod INSEE |
| --------------------- | ---------------- | ---------- | --------- |
| Stains                | 34 830           | 93240      | 93072     |
| Pierrefitte-sur-Seine | 28 026           | 93380      | 93059     |